# São Miguel dos Campos
São Miguel dos Campos é um município brasileiro do estado de Alagoas. Sua população, atualmente, é estimada em 61.251 habitantes. Sua economia baseia-se no petróleo, gás natural, agricultura canavieira, pecuária, indústria açucareira e de cimento.

## Aspectos socioeconômicos
A mortalidade infantil é de 33,1 por 1000 nascidos vivos.
A esperança de vida ao nascer é de 68,1 anos. A proporção de pobres é de 62,8%. 40,8% da renda são apropriados pelos 80% mais pobres, enquanto que 59,2% ficam com os 20% mais ricos.
14,4% das mães de no mínimo dez anos, com filhos menores, não têm cônjuge. A taxa de fecundidade é de 3,2 filhos por mulher.
O município é um polo regional de comércio, já que possui muitas empresas das grandes redes de varejo. Encontra-se quase de tudo em São Miguel, e só se vai a Maceió ou a Arapiraca aquele que realmente necessita adquirir produtos mais sofisticados, enquanto que os básicos são encontrados no comércio local.
A cidade de São Miguel dos Campos situa-se inteiramente sobre a bacia sedimentar de Sergipe-Alagoas. Na área do município existem seis campos produtores de petróleo e gás natural, pertencentes à Petrobras: Anambé, Cidade de São Miguel dos Campos, Fazenda Pau Brasil, Furado, Japuaçu e São Miguel dos Campos.

## Emprego e renda
A cidade de São Miguel é referência regional e por isso concentra a maior parte do comércio e indústrias da região. Com suas principais vias pavimentadas a cidade tem garantido o escoamento da produção de açúcar e álcool, produzido pelas usinas de Açúcar e Álcool e destilarias instaladas no município, bem como extrativismo de petróleo e gás natural onde o mesmo é transportado pelos gasodutos para outras regiões fora do município. A tradicional feira da cidade, que acontece às segundas-feiras, atrai milhares de pessoas, não só da cidade, mas de grande parte dos municípios que compõem a região.

## Transporte rodoviário
No Terminal Rodoviário de São Miguel é possível comprar bilhetes para diversas cidades da região e também para as principais cidades do nordeste, sudeste, sul e centro oeste. Do terminal chegam e partem diariamente ônibus para boa parte das cidades de Alagoas como: Arapiraca, Penedo, União dos Palmares, Palmeira dos Índios e também para a capital do estado, Maceió.

## Segurança pública
Encontra-se na cidade a Guarda Civil Metropolitana, tendo o GOE (Grupo de Operações Especiais) e ainda encontra-se instalada na cidade a  1.ª CPM /I (Primeira Companhia de Policia Militar Independente) e o Pelopes ( Pelotão do BOPE, o Batalhão de Operações Policiais Especiais) tropa de elite da PMAL.
Na rodovia federalBR-101, que corta a cidade, encontra-se instalada o posto da Polícia Rodoviária Federal. Além da 6.ª DRP (Delegacia Regional da Polícia Civil do Estado de Alagoas) que abrange diversos municípios circunvizinhos, como Barra de São Miguel, Roteiro, Campo Alegre entre outras cidades.

## Educação
- Universidade Estadual de Alagoas, em seu campus IV.
- IFAL - Instituto Federal de Alagoas (Campus São Miguel).
- EEPEOS - Escola Estadual Professora Edleuza Oliveira da Silva.

## Cultura

### Taieira
A taieira, em Alagoas, é um folguedo típico de São Miguel dos Campos, dança folclórica autenticamente de mulatos, ligados aos reinados dos congos e estruturados na época da escravidão. Foi introduzido em como folclore típico miguelense por Jacinto de Andrade Mendonça e Albertina de Andrade, avós de dona Nair da Rocha Vieira (1913-1992), mais conhecida por Nair da Albertina, que dedicou toda vida toda em prol desta manifestação folclórica.

### Feira de Ponte
A feira da Semana Santa já existia desde o século XIX às margens do Rio São Miguel onde os pescadores ofereciam o pescado que iria ser consumido nos dias religiosos a estes juntavam-se comerciantes que vinham de várias partes do Estado de Alagoas e também de outros estados do nordeste para comercializar as suas mercadorias para o povo da terra. Ainda nos dias de hoje além do peixe e alimentos típicos da semana santa há também a venda de artesanato e bazar onde os artistas e vendedores expõem seus trabalhos e mercadorias ao grande como panelas  e utensílios de barro, bugigangas, alumínio, objetos de plásticos, roupas, calçados,louças, vidros e tantos outros artigos espalhados pelas ruas centrais da cidade.